# Жан-Луї Торан
Жан-Луї́ Тора́н (фр. Jean-Louis Tauran, 5 квітня 1943, Бордо, Франція — 5 липня 2018) — французький куріальний кардинал і дипломат Святого Престолу; голова Папської Ради з міжрелігійного діалогу з 25 червня 2007 року; кардинал-протодиякон Святої Римської церкви (2011—2014), кардинал-камерленго з 20 грудня 2014 року до смерті.

## Біографія
Жан-Луї Торан народився 3 квітня 1943 року в Бордо. Закінчивши класичний ліцей «Мішель Монтень» в Бордо і два роки дієцезіальної духовної семінарії, був посланий на навчання в Папську французьку колегію в Римі. Навчався в Папському Григоріанському університеті, де здобув ліценціат з філософії і богослов'я. У 1964—1965, під час служби в армії, викладав у католицькій колегії в Лівані.
Торан був висвячений на священика 20 вересня 1969 року архієпископом Морісом Мазьє і після свячень кілька років служив як парафіяльний вікарій в парафії святої Євлалії в Бордо. Одночасно вивчав канонічне право в Католицькому Інституті в Тулузі.
У 1973 році повернувся в Рим, де навчався в Папській Церковній Академії і в Папському Григоріанському університеті, де захистив докторську дисертацію з канонічного права.
У 1975 році він вступив на дипломатичну службу Святого Престолу. Працював секретарем нунціатури в Домініканській Республіці (1975 — 1978) і в Лівані (1979 — 1983). У 1983 році став офіціалом Ради Громадських Справ Церкви, брав участь у спеціальних місіях на Гаїті (1984), в Бейруті та Дамаску (1986). У 1988 році став віце-секретарем цієї Ради.
1 грудня 1990 року Папа Римський Іван-Павло II призначив священика Жана-Луї Торана Секретарем Ради Громадських Справ Церкви (відповідник міністра закордонних справ Святого Престолу; кілька місяців пізніше цей орган став називатися Секцією з відносин з державами Державного Секретаріату Святого Престолу) і титулярним архієпископом Телепте. Єпископські свячення Торан отримав 6 січня 1991 року в соборі святого Петра з рук Івана Павла II, якому співслужили архієпископи Джованні Баттіста Ре, заступник Державного Секретаря Святого Престолу із загальних справ, і Джастін Френсіс Рігалі, секретар Конгрегації в справах єпископів. Впродовж 13 років перебуваючи на посаді Секретаря з відносин з державами Державного Секретаріату Святого Престолу, архієпископ Торан брав участь у багатьох закордонних місіях Ватикану, а також очолював делегації Святого Престолу на численних міжнародних конференціях.
На кардинальській консисторії 21 жовтня 2003 року Іван Павло II надав архієпископові Торану сан кардинала-диякона з дияконством Сант-Аполлінаре-алле-Терме-Нероніане-Алессандріне. 24 листопада того ж року він призначив його Архіваріусом і Бібліотекарем Святої Римської Церкви.
У березні 2005 року, представляючи Папу Римського, Торан брав участь у відкритті нового музею Голокосту в Яд Вашемі в Єрусалимі. Того ж року він був учасником конклаву, який обрав Папу Римського Бенедикта XVI.
25 червня 2007 року Папа Римський Бенедикт XVI призначив кардинала Торана головою Папської Ради з міжрелігійного діалогу. Кардинал повністю прийняв цей пост 1 вересня 2007 року.
На кардинальській консисторії 21 лютого 2011 року Папа Римський Бенедикт XVI затвердив Жана-Луї Торана, першого за порядком зведення в сан з-поміж кардиналів-дияконів, кардиналом-протодияконом Святої Римської церкви, привілеєм якого є, зокрема, виголошувати Habemus Papam — формулу урочистого сповіщення про обрання нового Римського Архієрея.
13 березня 2013 року оголошував вибір папи Римського Франциска.
12 червня 2014 року переведений до рангу кардинала-пресвітера зі збереженням титулу тієї самої церкви Сант-Аполлінаре-алле-Терме-Нероніане-Алессандріне, що стала титулярною церквою pro hac vice.
Крім рідної французької, кардинал Торан володіє англійською, іспанською та італійською мовами.

## Членство в дикастеріях Римської курії
Голова Папської Ради з міжрелігійного діалогу кардинал Жан-Луї Торан є, крім того, членом таких дикастерій Римської курії:
- Державний Секретаріат Святого Престолу (друга секція)
- Конгрегація віровчення
- Конгрегація Східних Церков
- Конгрегація в справах єпископів
- Папська Рада в справах культури
- Верховний Трибунал Апостольської Сигнатури
- Папська комісія в справах держави-міста Ватикану
- Кардинальська комісія з контролю Інституту Релігійних Справ

## Нагороди
- Кавалер Великого хреста ордена «За заслуги перед Італійською Республікою» (27 листопада 1992)[1]
- Великий офіцер ордена «За заслуги перед Італійською Республікою» (19 листопада 1988)[1]
- Кавалер Великого хреста ордена Великого князя Литовського Гядиминаса (28 лютого 2003)[2]
- Кавалер Великого хреста Мальтійського ордена (2006)[3]
- Кавалер Великого хреста ордена Пошани за Заслуги перед Австрійською Республікою I класу (1999)
- Командор із зіркою ордена Заслуг перед Республікою Польща (1 квітня 2010)[4]
- Орден Подвійного білого хреста 2 класу (Словаччина, 28 жовтня 2002)[5]